# Joachim Sørum
Joachim Sørum (Dokka, 11 febbraio 1979) è un ex calciatore norvegese, di ruolo difensore.

## Carriera

### Club
Sørum iniziò la carriera con le maglie di Nordre Land, Faaberg e Lillehammer, prima di passare allo HamKam. Debuttò nella 1. divisjon il 21 aprile 2002, schierato titolare nel pareggio per 1-1 sul campo del Tromsdalen. Il 27 ottobre dello stesso anno arrivò la prima rete in campionato, nella sconfitta per 3-2 contro lo Hønefoss.
Contribuì alla vittoria del campionato 2003 e alla conseguente promozione. Esordì così nella Tippeligaen il 2 maggio 2004, sostituendo Are Tronseth nella vittoria per 2-0 sul Bodø/Glimt. Il 3 ottobre segnò la prima rete nella massima divisione norvegese, nel 2-0 inflitto al Rosenborg.
Nel 2008, fu ceduto in prestito al Nybergsund-Trysil, in Adeccoligaen. Il primo incontro per il nuovo club fu datato 17 agosto, schierato titolare nella vittoria per 2-1 sul Kongsvinger. Il trasferimento diventò poi a titolo definitivo.
Nel 2011, tornò al Nordre Land.